# Arrondissement Joigny
Joigny is een voormalig arrondissement in het departement Yonne in de Franse regio Bourgogne-Franche-Comté. Het arrondissement werd op 17 februari 1800 gevormd en op 10 september 1926 opgeheven. De acht kantons werden bij de opheffing verdeeld over de arrondissementen Sens en Auxerre

## Kantons
Het arrondissement was samengesteld uit de volgende kantons:
- kanton Aillant-sur-Tholon - toegevoegd aan het arrondissement Auxerre
- kanton Brienon-sur-Armançon - toegevoegd aan het arrondissement Auxerre
- kanton Cerisiers - toegevoegd aan het arrondissement Sens
- kanton Charny - toegevoegd aan het arrondissement Auxerre
- kanton Joigny - toegevoegd aan het arrondissement Auxerre
- kanton Migennes - toegevoegd aan het arrondissement Auxerre
- kanton Saint-Julien-du-Sault - toegevoegd aan het arrondissement Sens
- kanton Villeneuve-sur-Yonne - toegevoegd aan het arrondissement Sens